# Драго Терзић
Драго Терзић (Пљевља, 1956). српски је наивни сликар који живи и ствара у Опову. Иако по вокацији економиста, интензивно се бави наивним сликарством. Један је од сталних чланова Галерије наивне уметности у Ковачици.
Првенствено своје слике слика уљаним бојама на стаклу. Поред низа успешних самосталних изложби учествовао је са својим сликама и на већем броју колективних изложби у Србији и иностранству.

## Живот
Рођен је 30. јуна 1956. године у Пљевљима, у Црној Гори. По вокацији економиста. Живи и своја ликовна дела (уља на платну) ствара у Опову.
Наивним сликарством почео је да се бави, после тридесете године живота када је на својој првој слици на стаклу насликао свог деду са лулом. Од тада сликарску палету не испуштао из руку.
Члан је, поред Ковачичке Галерије наивне уметности и Музеја наивне уметности у Јагодини, и Галерије ликовних саморастњика у Требњу - Словенија.

## Ликовно стваралаштво
На његовим делима делима доминирају „пресахли извори живота”: бунари, ветрењаче, ђермова, воденице, али и покоји детаљ из његове родне Црне Горе. Према мишљењу Николе Кусовца његове слике
| „ | ...без изузетка, делују крајње озбиљно и дорађено у сваком погледу. Стиче се утисак, наиме, да су настале као есенција свих оних дуго негованих, пажљиво тражених и грађених ликовних вредности, према којима се одређују највиши домети класичне наивне уметности код нас и у свету. Захваљујући томе, у првом реду може да се закључи како је Драго Терзић већ успео да себи сам и свом делу обезбеди запажено и трајно место у историји савремене српске наивне уметности. | ” |

## Изложбе
Безброј пута је излагао у Србији и иностранству а најзначајније самосталне изложбе су му: 
- Мајстори наиве у Народном Музеју у Кикинди,
- Светлости стакла у Народном Музеју у Панчеву,
- Изложбе у Галерији Међународног прес центра у Београду,
- Изложбе у Галерији наивне уметности у Ковачици

На колективним изложбама до сада је своја дела излагао на више од 150 заједничких изложби у Србији и иностранству.
Учествовао је и на већим Међународним фестивалима наивне уметности:
- 2010. — 40. Premio internazionale Giannino Grossi, Varenna, Provincia di Lecco, Италија
- 2010. — 18. Festival naive art Mandria di Chivasso Lorenzo Prato, Торино, Италија
- 2011. — 19. Festival naive art Mandria di Chivasso Lorenzo Prato, Торино, Италија
- 2011. — 41. Premio internazionale Giannino Grossi Varenna, Provincia di Lecco, Италија.

## Награде и признања
- Престижна награда за изложено дело на 40. Premio internazionale Giannino Grossi Varenna, Provincia di Lecco, Италија
- Четири ликовна дела Драга Терзића налазе се у фонду Галерије наивне уметности у Ковачици